# Tonga Broadcasting Commission
Koordinaten: 21° 8′ 25,5″ S, 175° 11′ 33,5″ W

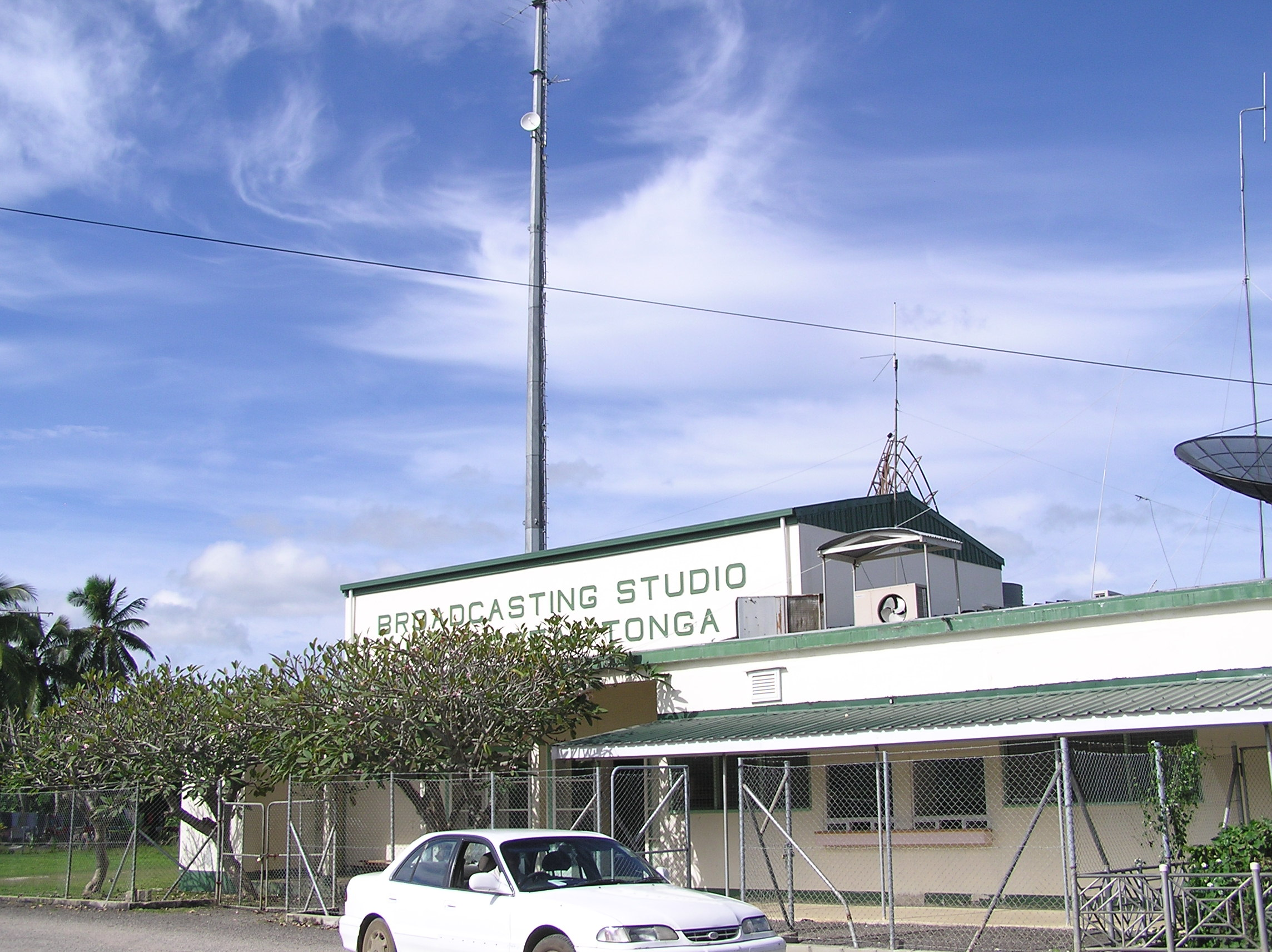
TBC-Studio und Sendemast in Fasi moe Afi ʻa Tungi, Nukuʻalofa

Tonga Broadcasting Commission (kurz TBC; tongaisch Komisoni Fakamafolalea Tonga), entstanden im Februar 1961, ist der größte Rundfunkanbieter auf Tonga. Als älteste Rundfunkgesellschaft des Königreichs gehört sie dem Fale Alea, dem Parlament von Tonga.

## Geschichte
Die Tätigkeit der Tonga Broadcasting Commission begann im Juli 1961 mit der Eröffnung von Radio Tonga (Rufzeichen: ZCO; seit 1972: A3Z) durch Königin Salote Tupou III. Der Fernsehsender Television Tonga 1 wurde im Juli 2000 durch König Taufaʻahau Tupou IV. eröffnete und sendete nun für Tongatapu, ʻEua und andere kleine Inseln des Königreichs. 2008 kam Television Tonga 2 mit einem rein tongaischen Programm hinzu.
In 2009 beschloss die Public Media Alliance (damals noch CBA) bei ihrer Konferenz auf Tonga, das Königreich als Pilotland für seine „digital transition in the Pacific“-Kampagne auszuwählen. TBC will langsam seine Programme in digitale Sendeformate umstellen.
2015 forderte das Fale Alea die Vorsitzende der TBC ʻEseta Fusituʻa zum Rücktritt auf. Fusituʻa verwies dagegen darauf, dass sie noch einen über drei Jahre laufenden Vertrag habe und ihre Absetzung unrechtmäßig sei.

## Organisation
TBC finanziert sich über Rundfunkwerbung und durch einen Ladengeschäft in Vavaʻu. Das Geschäft in Nukuʻalofa wurde bei Unruhen am 16. November 2006 zerstört.
Geschäftsführer war viele Jahre lang Tavake Fusimalohi; spätere Geschäftsführerinnen waren ʻElenoa ʻAmanaki (2004 bis 2008) und Nanise Fifita (2008 bis 2016) und ist seit 2020 Viola Ulakai. Die Rundfunkgesellschaft ist Mitglied der Public Media Alliance (PMA) und der Pacific Islands News Association (PINA).

## Programme
TBC produziert zwei frei empfangbare Fernsehprogramme. TV Tonga sendet neben Eigenproduktionen viele Übernahmen anderer Gesellschaften, vor allem der ABC. Daneben wird mittlerweile der zweite Sender Television Tonga 2 ausgestrahlt.
Im Hörfunkbereich wird der weit empfangbare kommerzielle Sender Radio Tonga betrieben („The call of the Friendly Islands“, tongaisch Letiō Tonga, ui ʻa e ʻOtu Felenite), ferner seit den 1990ern Radio Tonga 2 – Kool 90FM sowie seit 2005 ein Sender, auf dem Radio Australia als Relay ausgestrahlt wird (FM103). Die Mittelwellen-Sendeanlage von Radio Tonga, die auf 1017 kHz das gesamte Staatsgebiet abdeckt, befindet sich in Popua. Englischsprachige Nachrichten kommen auf Radio Tonga werktags um 8 Uhr von Radio Australia, um 13:30 Uhr von Radio Tonga selbst und um 20 Uhr von TV Tonga. Der Sender ist auf Facebook zeitweise unter LetioAM zu hören.